# 바르샤바 역사 지구

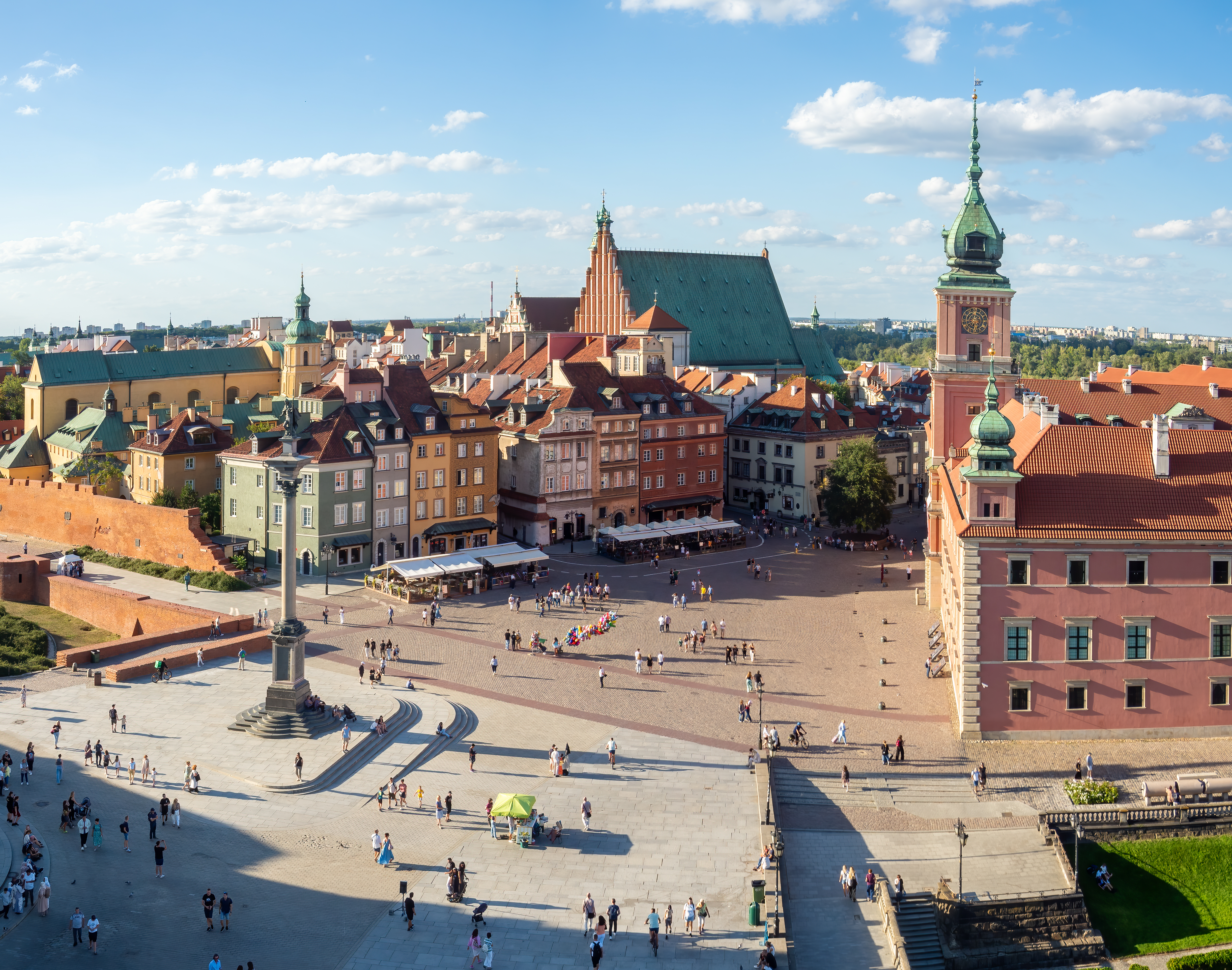
잠코비 광장

바르샤바 역사 지구 또는 바르샤바 스타레미아스토(폴란드어: Stare Miasto w Warszawie)는 폴란드 바르샤바에서 가장 오래된 유적 지구이다. 이 지역은 비스와강을 따라 Wybrzeże Gdańskie 거리, Grodzka 대로, Mostowa 대로, Podwale 대로를 따라 위치한다. 여행자를 위한 관광지 중 하나이다.
이 지역 중심에는 폴란드의 전통 레스토랑, 카페, 상점이 몰려있는 리네크 스타레고 미아스타가 있다. 거리 주위에는 성벽, 옹성, 성 요한 대성당 등의 중세 건축물이 있다.